# محمد عزاوي علي
محمد عزاوي علي المرسومي (1943-27 أبريل 2011) كان عضواً في حزب البعث العربي الاشتراكي (قُطر العراق) في مدينة الدجيل. وكان أحد المتهمين الثمانية في قضية الدجيل، ومن المعاونين السبعة للرئيس العراقي الأسبق صدام حسين في هذه القضية. وهو المتهم الوحيد في هذه القضية الذي بُرئت ساحته من التُهم الموجهة إليه.

## في المحكمة الجنائية العراقية العليا

### محاكمته
مثل المتهم محمد عزاوي علي لأول مرة أمام الهيئة الأولى في المحكمة الجنائية العراقية العليا -التي ترأسها القاضي الكردي رزكار محمد أمين- لمحاكمته مع سبعة متهمين آخرين هم كل من: الرئيس العراقي الأسبق صدام حسين، ورئيس جهاز المخابرات السابق برزان إبراهيم الحسن التكريتي الأخ غير الشقيق لصدام، ونائب صدام حسين طه ياسين رمضان، والقاضي رئيس محكمة الثورة  الملغاة عواد حمد البندر، وثلاثة أعضاء سابقين في حزب البعث في مدينة الدجيل هم كل من: علي دايح علي، وعبد الله كاظم رويد ونجل الأخير والذي يدعى مزهر، في قضية مجزرة الدجيل. والتي وقعت ما بين 8 يوليو سنة 1982 إلى 16 يناير سنة 1989، وذلك بعد أن زار الرئيس الأسبق صدام حسين المدينة يوم 8 يوليو سنة 1982 للاطلاع على استعداد أهلها للحرب العراقية الإيرانية، ثم تعرض لمحاولة اغتيال فاشلة عندما أراد مغادرة المدينة، حيث تعرض موكبه لإطلاق نار من قبل أفراد تابعين لحزب الدعوة الإسلامية، فبدأت قضية الدجيل على إثرها.
وكان محمد عزاوي علي متهم بكتابة تقارير عن بعض سكان الدجيل الذين أُعْدِمُوا، والمساهمة في عمليات الاعتقالات. ولكن محمد نفى التهم الموجهة إليه، فعندما سأله القاضي رزكار محمد أمين في الجلسة الأولى -يوم الأربعاء 19 أكتوبر سنة 2005- عما إذا كان مذنب أم بريء من التهم الموجهة إليه؟ أجاب: بريء. وقد ذكر للمحكمة في الجلسة الحادية عشر التي عُقدت بتاريخ يوم الإثنين 13 فبراير سنة 2006 إنه بحالة صحية سيئة جداً، فهو مصاب بالقرحة والقولون والقلب والفقرات والحساسية. وبرأ صدام حسين في نهاية الجلسة الرابعة عشر -في يوم 1 مارس سنة 2006- جميع معاونيه السبعة في قضية الدجيل، وذكر أنه هو وحده من يتحمل مسؤولية ما حدث في الدجيل، لكنه نفى ارتكاب أي جرائم. كما دافع عنه برزان إبراهيم الحسن وبرأه أمام المحكمة من التهم الموجهة إليه هو والمتهمين الثلاثة آخرين هم: علي دايح علي، وعبد الله كاظم رويد، ومزهر عبد الله رويد في الجلسة الحادية والعشرين التي عقدت بتاريخ 17 أبريل سنة 2006؛
وعلل برزان ذلك بكونهم فلاحين كادحين وليسوا من معاوني صدام حسين.
وقد أدلى محمد عزاوي علي بإفادته الأولى أمام المحكمة في الجلسة السادسة عشر يوم 13 مارس سنة 2006 أمام قاضي المحكمة الجديد رؤوف رشيد عبد الرحمن (الذي ترأس المحكمة اعتباراً من الجلسة الثامنة التي عقدت يوم 29 يناير سنة 2006 وذلك بعد استقالة رزكار) وذكر بأنه: يدعى محمد عزاوي علي، وأنه من مواليد سنة 1943 وأنه فلاح أُمي (لا يعرف القراءة ولا الكتابة) ونفى التهم الموجهة إليه، وعندما استجوبه المدعي العام جعفر الموسوي في المحكمة عن إفادته أمام قاضي التحقيق رائد جوحي، أجابه محمد عزاوي بعصبية وقال: إن هناك أكاذيب أدخلت على إفادته. كما ذكر محمد أمام المحكمة أن عضويته في الحزب يوم الحادث كانت مجمدة؛ لإن عدداً من أقاربه كانوا منتمين إلى حزب الدعوة الإسلامية (كان محظوراً في العراق في عهد حزب البعث، في الفترة ما بين 31 مارس سنة 1980 إلى زوال حكم الحزب في 9 أبريل سنة 2003) وقد اعتقل هو الآخر ضمن موجة الاعتقالات التي طالت أبناء المدينة وأيضاً جرفت عدد من بساتينه.
وقد نفى محمد مرة أخرى التهم الموجهة إليه في الجلسة الرابعة والعشرون عندما تلا القاضي رؤوف لائحة التهم الموجهة ضده في الجلسة المعقودة بتاريخ 15 مايو سنة 2006. وقد طالب المدعي العام جعفر الموسوي في مرافعته النهائية بتبرئة المتهم محمد عزاوي؛ وذلك في الجلسة الخامسة والثلاثون التي عقدت يوم الإثنين 19 يونيو سنة 2006.

### الحكم عليه
في الجلسة الحادية والأربعين والأخيرة في قضية الدجيل -جلسة النطق بالحكم- التي عُقدت يوم 5 نوفمبر سنة 2006، بُرئت ساحة محمد عزاوي علي من التهم الموجهة إليه؛ وذلك لعدم كفاية الأدلة ضده. وقد صادقت محكمة التمييز في المحكمة الجنائية العراقية العليا على القرار بتاريخ يوم 26 ديسمبر من نفس العام أي بعد 51 يوماً من تبرئته. وأُطْلِقَ سَرَاحُهُ بتاريخ يوم 8 فبراير سنة 2007، وذلك بعد إجراء الفحوصات الطبية عليه، وأَعلَنَ إطلاق سراحه الناطق باسم الحكومة علي الدباغ، الذي أضاف إن الجهات الحكومية المختصة تتولى تأمين سلامته وسلامة أهله، كما وخيّرت الحكومة عزاوي في البقاء بعنوانه الحالي أو تغيير مكان إقامته داخل أو خارج العراق وستقوم الحكومة بتسهيل كل الإجراءات فيما إذا رغب بتغيير محل إقامته.

## تسميمه
ذكرت عائلة محمد عزاوي علي في ديسمبر سنة 2008 إنه: قبل أن يُطلَق سراحه من قبل السلطات العراقية وبعد أن أجروا عليه الفحوصات الطبية، حقنوه بثلاث إبر طبية ملوثة، مما جعل صحته تتدهور وأصبح قريباً من الموت.

## الوفاة
توفي محمد عزاوي علي بتاريخ 27 أبريل 2011 -أي بعد إطلاق سراحه بأربع سنوات- عن عمر ناهز 68 سنة.